# Syzygium palauense
Syzygium palauense là một loài thực vật có hoa trong Họ Đào kim nương. Loài này được (Kaneh.) Hosok. miêu tả khoa học đầu tiên năm 1940.